# 1619 Уета
1619 Уета (1619 Ueta) — астероїд головного поясу, відкритий 11 жовтня 1953 року.
Тіссеранів параметр щодо Юпітера — 3,606.
Названо на честь астронома Уети (яп. うえた(上田)穣 уета).